# Istituto Jean-Jacques Rousseau

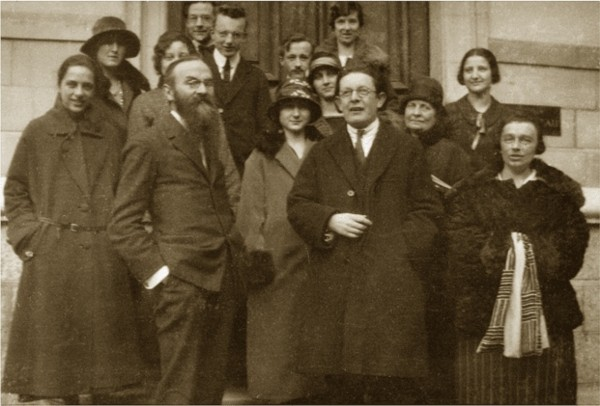
Ritratto di gruppo di fronte all'Istituto Rousseau, 1925.

L'Istituto Jean-Jacques Rousseau, noto anche come Istituto Rousseau (in francese Institut Jean-Jacques Rousseau) è stata una scuola di scienze dell'educazione con sede a Ginevra, fondata da Édouard Claparède e ora facente parte dell'Università di Ginevra.

## Storia
Nel 1912 Edouard Claparède, succeduto a Théodore Flournoy a capo del laboratorio di psicologia della facoltà di scienze, fondò a Ginevra una scuola di scienze dell'educazione esterna all'Università di Ginevra comunemente chiamata Istituto Jean-Jacques Rousseau. Ne affidò la direzione al filosofo Pierre Bovet. Jean Piaget, assunto nel 1921, diede un nuovo slancio alla ricerca nel campo della psicologia infantile. Robert Dottrens, nominato nel 1925, promosse invece nel 1930 la partecipazione dell'Istituto alla formazione dei docenti ginevrini.
Nel 1929-30 Piaget e Dottrens riuscirono a ottenere l'accorpamento dell'Istituto alla facoltà di lettere con il nome di istituto di scienze dell'educazione. Nel 1933 Bovet fu affiancato da Piaget nella direzione. Divenuto interdisciplinare nel 1948, l'istituto fu suddiviso in due dipartimenti distinti: quello di pedagogia, alla cui guida si succedettero Robert Dottrens, Samuel Roller e Laurent Pauli, e quello di psicologia, cui il direttore, Piaget, assicurò una vasta notorietà. Lo stesso Piaget fondò nel 1955 il Centro internazionale di epistemologia genetica, frequentato da studiosi di tutto il mondo.
L'istituto fu elevato a rango di scuola nel 1969 e annesso direttamente al rettorato dell'università. Nel 1971, in concomitanza con il pensionamento di Piaget, l'università conferì allo statunitense Michael Huberman il compito di ricostituire un dipartimento di pedagogia. I due dipartimenti furono uniti nel 1975 per formare la settima facoltà dell'Università di Ginevra, quella di psicologia e scienze dell'educazione.